# Crammerock
Crammerock is een Belgisch muziekfestival in de gemeente Stekene. Het vindt plaats het eerste weekend van september op vrijdag en zaterdag. De naam is ontleend aan het plaatselijk jeugdhuis "JH De Cramme".
Het festivalterrein bestaat uit een middelgrote weide met twee hoofdpodia, namelijk Main North en Main South, de Club Stage en sinds 2023 de West Stage. De Main North, Main South en de Club Stage zijn overdekt. Hoofdpodia Main North en Main South zitten onder één tent.

## Geschiedenis
Crammerock is ontstaan in 1991. Toenmalig voorzitter Geert Van Buynder en Kris Van Duyse organiseerden toen ter gelegenheid van het 10-jarig bestaan van het jeugdhuis een paar bescheiden optredens aan het jeugdhuis in de Kwakkelstraat in Stekene. In 2000 werd er een dag bijgevoegd met op vrijdag een 80’s Hits Night en in 2006 werd vrijdag een waardige festivaldag met echte optredens. In 2011 verhuisde het festival naar het gemeentelijke omnisportterrein Groeneputte langs de E34/N49. De hoofdorganisator is Geert Robbrecht.
Het festival is ontstaan door een groep vrijwilligers van ‘JH De Cramme’. Tot op heden draait het festival, dat gemiddeld 35.000 bezoekers per jaar telt, elk jaar op 500 vrijwilligers.

## Edities

### 2024
Vrijdag:
- Bazart, Gossip, Joost, Black Box Revelation, Glints, Portland, Stone, Andy C, Andromedik, Fox Stevenson, Het Zesde Metaal, Sea Girls, Berre, Meltheads, Omdat het kan & Average Rob, Flo Windey ft. Skyve, Issey Cross, Helena Lauwaert, DIKKE, Prins S. en De Geit, Zoë Tauran, Leblanco, Sophie Straat

Zaterdag: 
- James Bay, Johnny Marr, Zara Larsson, Arsenal, Warhaus, Yannis & The Yaw, Brihang, Equal Idiots, Cyril, Pommelien Thijs, $hirak, Only The Poets, Kids With Buns, Yesnomaybe, Jael b2b Faisal, Lolalita, Tjade, Kevin, Maksim, Mula B, Nina Black, Fabiow, Fuzz

### 2023
Vrijdag:
- Goldband, Goose, Selah Sue, Miles Kane, Pommelien Thijs, Meau, Bente, Merol, Daan, X!nk, Dirk., Kraantje Pappie, Used, Omdat het kan Soundsystem, ...

Zaterdag:
- Noel Gallagher's High Flying Birds, Blackwave, The Haunted Youth, Heideroosjes, White Lies, SONS, Sevn Alias, Absynthe Minded, S10, Mayorga, Circa Waves, Amber Broos, Nadiem Shah, ...

### 2022[1]
Vrijdag:
- Main North / South: ILA, Kids With Buns, Joost, Yong Yello, Equal Idiots, Noordkaap, Jake Bugg, Kaiser Chiefs, Bazart, Goldband, The Subs, Skyve + MC Mota
- Club: Shaka Shams, Charles, Yung Mavu, K1D, FS Green, Panda Dub, USED, Gladde Paling

Zaterdag: 
- Main North / South: RHEA, Flip Kowlier, High Hi, Admiral Freebee, Stikstof, Eefje de Visser, Intergalactic Lovers, Novastar, Inhaler, Triggerfinger, Elbow, Compact Disk Dummies, StuBru De Tijdloze
- Club: Berre, Olivia, Alioth, Jinho 9, Grace, Bokoesam, Christian D, Fresh, Vunzige Deuntjes Soundsystem, Omdat Het Kan Soundsystem, Willie Wartaal, Amber Broos, Eppo Janssen & Nadiem Shah

### 2021
Vrijdag:
- Main North / South: Ramkot, Dirk, Brutus, Portland, Equal Idiots, Zwangere Guy, Arsenal, Doe Maar, Balthazar, The Opposites, Discobar Galaxie
- Club: Antoon, Kevin, Goldband, Yong Yello, Froukje, Used, Bizzey, Gunther D, Yves Deruyter

Zaterdag:
- Main North / South: Go_A, High Hi, SONS, De Mens, Brihang, Whispering Sons, De Jeugd van Tegenwoordig, Tourist LeMC, The Charlatans, The Kooks, dEUS, Compact Disk Dummies, Omdat het kan soundsystem ft. Average Rob
- Club: Unregular, Tiewai, Dikke, Jonna Fraser, K1D, Chuki Beats & Friends, ADF Samski, Frenna, Glints, Jarreau Vandal, Eppo Janssen & Nadiem Shah, Stijn Van de Voorde & Thibault Christiaensen

### 2020
Afgelast wegens de uitbraak van de coronapandemie.

### 2019
Vrijdag:
- Main North / South: Stef Kamil Carlens, The Van Jets, Black Box Revelation, Bazart, Jonas Blue, Uberdope, Ronnie Flex, Jungle, The Vaccines, Craig David e.a.
- Club: Olivia Trappeniers, Yung Felix, Warhola, Stijn Van de Voorde & Thibault Christiaensen e.a.

Zaterdag:
- Main North / South: Gestapo Knallmuzik, Lil' Kleine, K's Choice, Dean Lewis, Balthazar, IBE, Whispering Sons, Enter Shikari, Skunk Anansie, Goose e.a.
- Club: Leafs, Frenna, Ares (rapper), Glints, Woodie Smalls e.a.

### 2018
Vrijdag:
- Main North / South: Emma Bale, Sigma, Hooverphonic, The Van Jets, Gestapo Knallmuzik, Kraantje Pappie, Air Traffic, Lost Frequencies, Henri PFR e.a.
- Club: Milo Meskens, What So Not, Regi, Cherry Moon Trax e.a.

Zaterdag:
- Main North / South: Het Zesde Metaal, Equal Idiots, Intergalactic Lovers, Coely, Anouk, Arsenal e.a.
- Club: Jacin Trill, Famke Louise, Fresku, MocroManiac, Sevn Alias, Bizzey e.a.

### 2017
Vrijdag:
- Main North / South: Steve Aoki, Richard Ashcroft, Tourist LeMC, Woodie Smalls e.a.
- Club: Emma Bale, Donnie, Hoodie Allen, Kraantje Pappie e.a.

Zaterdag:
- Main North / South: Bloc Party, Flogging Molly, Paul Weller, Absynthe Minded, coely e.a.
- Club: Boef (rapper), Jebroer, Roméo Elvis e.a.

### 2016
Vrijdag:
- Main North / South: Madness, Katy B, Black Box Revelation, Noémie Wolfs
- Club: Crookers, Kungs, Compact Disk Dummies, Chocolate Puma

Zaterdag:
- Main North / South: Kaiser Chiefs, The Kooks, Hooverphonic, Bent Van Looy, SX, De Jeugd van Tegenwoordig
- Club: Lil' Kleine, Broederliefde, Sevn Alias

### 2015
Vrijdag:
- Main North / South: Team William, Tourist LeMC, De Mens, Zornik, Intergalactic Lovers, The Dandy Warhols, Triggerfinger, Arsenal, Magnus, DJ Fresh
- Club: I will, I swear, Merdan Taplak, Lost Frequencies, Raving George

Zaterdag:
- Main North / South: Dog Eat Dog, Kensington, Safi & Spreej, Janez Detd., Gavin James, The Van Jets, Novastar, Admiral Freebee, Stereophonics, Goose, Tinie Tempah
- Club: Slongs Dievanongs, Fresku, Jebroer, Modestep, Pegboard Nerds, TLP

### 2014
Vrijdag:
- Main North / South: Merdan Taplak, The Subs, Dizzee Rascal, Lauryn Hill, Arsenal, Admiral Freebee, Gorki, Coely, Kenji Minogue, The Spectors, Amongster, Modern Art
- Club: Alvar & Millas, Watermät, WolfPack, Para One, Arches, Altrego, Hydrogen Sea, Billie Kawende, STUFF.

Zaterdag:
- Main North / South: Gunther D, Oscar and the Wolf, The Hives, Hooverphonic, Milow, Buffalo Tom, Channel Zero, School is Cool, Girls in Hawaii, Urbanus & De Fanfaar, Diablo Blvd., And They Spoke In Anthems
- Club: FeestDJRuud's Afterparty, Foxy Lady & MC Elvee, Wilkinson, TC, Animal Music, Station Earth, Dirtcaps, Mr. Polska, Waldo, Mack Wilds, Gangthelabel, Diamantairs, Brihang, Rupelsoldaten

### 2013
Vrijdag:
- Main North: Jules Brown, Willow, The Van Jets, Dinosaur Jr., Manic Street Preachers, De Jeugd Van Tegenwoordig, Yellow Claw
- Main South: Psycho 44, Steak Number Eight, Zornik, Black Box Revelation, Ozark Henry
- Club: Beatgrinders, Tiewai, FATA, Ronnie Flex, Bokoesam, Halve Neuro & Zologie, Coely, Safi & Spreej, DJ Faisal,  Shy FX & Stamina MC, Dirtyphonics, Ghetto Acid Soundsystem

Zaterdag:
- Main North: Protection Patrol Pinkerton, The Happy, Roland & Mauro, The Scabs, Arno, Sean Paul
- Main South: Sir Yes Sir, Gers Pardoel, SX, Daan, The Flaming Lips, Gunther D
- Club: The Blues Vision, Delv!s, Soldier's Heart, Maya's Moving Castle, Vuurwerk, Compuphonic, A.N.D.Y, Wolfpack, Parachute Youth, Russ Chimes, Mike Skinner, Nitty Wow & DJ Crane

### 2012
Vrijdag:
- Main North: Band of Willies, Geppetto & The Whales, De Mens, Therapy?, Triggerfinger, Étienne de Crécy
- Main South: Kapitan Korsakov, Kraantje Pappie, School is Cool, Channel Zero, Arsenal
- Club: Band of Eli, Zinger, Compact Disk Dummies, Safi & Spreej, Modek vs Ntology, Raving George, Tantrum Desire ft Coppa, Grandmaster Flash, Danny Byrd

Zaterdag:
- Main North: Wallace Vanborn, Gers Pardoel, Heideroosjes, 't Hof Van Commerce, Lamb, White Lies
- Main South: Marco Z, Isbells, Vive la Fête, Absynthe Minded, Ozark Henry, Merdan Taplak
- Club: Stella Nova, Tourist, Reptile Youth, Raveyards, 4T4, Bodyspasm, Moonlight Matters, Mumbai Science, Don Diablo, Peaches, StuBru Dreamteam

### 2011
Vrijdag:
- Mainstage: A Brand, Channel Zero, Customs, Das Pop, De Jeugd van Tegenwoordig, Mason, Psycho 44,  Teddiedrum, The Father, The Son & Holy Simon, The Sisters of Mercy, The Subs
- Dance Stage: D.I.M, Ego Troopers, Highbloo, Kill Frenzy vs Polydor, Kitch, Leesa, Raving George, SX, The Cousins, The Glimmers

Zaterdag:
- Mainstage: Admiral Freebee, Black Box Revelation, Echo & the Bunnymen, Gorki, Headphone, Kelis, K's Choice, Mylo, Steak Number Eight, The Hickey Underworld, The Opposites, Zornik
- Dance Stage: AKS, Expo, Hermanos Inglesos, Les Miami Punque, Merdan Taplak, Mustard Pimp, Rauw & Onbesproken, South Central, Supah Troopas, Untitled! Soundsystem ft Kastor & Dice, Vecho[2]

### 2010
Vrijdag:
- Main Stage: The Vault, School is Cool, Team William, The Opposites, Customs, Meuris, The Levellers, Sum 41, Front 242, [[[DAAN|Daan]], Felix da Housecat
- Dance Stage: Ben & Jerry's DJ's, Et Electro Pour Tous, Boemklatsch, The Oddword, Samtex, Partyharders Squad, Netsky

Zaterdag:
- Main Stage: Intergalactic Lovers, Harvey Quinnt, The Van Jets, Flip Kowlier, Dog Eat Dog, Gabriel Ríos, Das Pop, Absynthe Minded, The Sheila Divine, Novastar, Audio Bullys, Junkie XL
- Dance Stage: Ben & Jerry's DJ's, Oorgasme, Atx vs Trx, Mr Snu & Sir Matthew, Merdan Taplak Orkestar, Mr. Magnetik, Martians, Mish Mash Soundsystem, Villa

### 2009
A Brand, Absynthe Minded, Aurex, The Clement Peerens Explosition, Curvy Cuties Fanclub, Dada Life, De Jeugd Van Tegenwoordig, De Staat, Dr. Lektroluv, E-star, Ed & Kim, El Gusto?, Heideroosjes, Jasper Erkens, Joost Zweegers, King DJ (4T4), Lady Linn & Her Magnificent Seven, Leesa, Milk Inc., Mish Mash Soundsystem, Sarah Bettens, Selah Sue, Sound Of Stereo, Starski & Tonic, Stereo MC's, Stijn, TLP aka Troubleman, The Other Brothers, The Wailers, Therapy?, Turntable Dubbers, Vive la Fête, Zita Swoon

### 2008
Penguins Know Why, Savalas, Funkapulco, Triggerfinger, De Mens, Fredo & Thang, Arid, Levellers, Laston & Geo, The Human League, Dave Lacourt & Alain Thelong, De Grote Peter Van de Veire Love Show ft. Gerrit K., The Nico Van Gendt Project, Black Box Revelation, Headphone, Janez Detd., Vatos Locos, Tim Vanhamel, Gorki, Turntable Dubbers, The Scene, Kosheen, La Fille d'O, Pennywise, Zornik, FreeJays, Shameboy, Cosy Mozzy, The Glimmers

### 2007
Zornik, Fun Lovin' Criminals, Sarah Bettens, Daan, Vive la Fête, Sioen, Flip Kowlier, Tom Helsen, Milow, Shameboy, Dr. Lektroluv, Mintzkov, A Brand, De Dolfijntjes XXL, El Guapo Stuntteam, The Hong Kong Dong, Foxylane, Radio Infinity, De Grote Peter Van de Veire Love Show Ft. Tomas De Soete, Vatos Locos, Dave Lacourt & Alain Thelong, DJ Easy, FreeJays

### 2006
Novastar, Praga Khan, Vive la Fête, Discobar Galaxie, Krezip, Gorki, Millionaire, Heideroosjes, Arsenal (dj-set met John Roan), Racoon, ‘t Hof van Commerce, Funeral Dress, Les Truttes, Absynthe Minded, De Jeugd van Tegenwoordig, Mint, Mass Market, Pickle Juice, Freejays

### 2005
Arno, Millionaire, Daan, Laïs, Stijn, Janez Detd., Sioen, Stash, Squadra Bossa ft. Buscemi, Bolchi, Nailpin, General Mindy

### 2004
Admiral Freebee, Flip Kowlier, Jasper Steverlinck, Heideroosjes, Squadra Bossa ft. Buscemi & Stanley Livingston, Das Pop, Camden- Funeral Dress, Barbie Bangkok, Tripoli, Headphone

### 2003
Arid- De Mens, Janez Detd., Discobar Galaxie, 't Hof van Commerce, Daan, Calibre, Triggerfinger- Missmoses, Austin

### 2002
Gorki, Starflam, Thé Lau, 't Hof van Commerce, Twarres, Camden, Red Zebra, VanKatoen, Starfighter, Dearly Deported

### 2001
Fischer-Z, Heideroosjes, Monza, ABN, Tom Helsen, The Paranoiacs, Mint, Square One

### 2000
Björn Again, Gruppo Sportivo, Arno, Das Pop, The Kids

### 1999
The Clement Peerens Explosition, De Mens, Extince, Red Zebra, 't Hof van Commerce, St. Andries MC's- Rubber Bullet

### 1998
Eden, The Big M’s, Osdorp Posse, Frank Boeijen, Raymond van het Groenewoud

### 1997
Pieter-Jan De Smet, Tröckener Kecks, The Boerenzonen op Speed, Golden Earring, Mistress, De Mens

### 1996
The Romans, Pop In Wonderland, Blue Blot, The Scene, Noordkaap

### 1995
Nooly, Belgian Asociality, The Clement Peerens Explosition, The Choice, Jo Lemaire, The Stranglers

### 1994
The Scene, Axelle Red, De Lama's- Les Arraches Coeurs, Chew & Bone

### 1993
The Scabs, Kid Safari, The Velvet Spine, The Spacefarmers

### 1992
Noordkaap, The Employees, The Establishment, The Fags, Fel

### 1991
Pitti Polak, The Extended, The Stoolgang, Perfect Mistake, Stony Broke